# Acalypha hontauyuensis
Acalypha hontauyuensis é uma espécie de flor do gênero Acalypha, pertencente à família Euphorbiaceae.